# Csendes-óceáni Fórum
A csendes-óceáni térség államai az 1971-ben Wellingtonban tartott csúcsértekezletükön határozták el a Dél-Csendes-óceáni Fórum (SPF) létrehozását, annak érdekében, hogy felgyorsítsák a tagállamok gazdasági fejlődését, valamint az együttműködés a kereskedelem, a halászat, a légi és tengeri fuvarozás, illetve az idegenforgalom és a környezetvédelem területén. Két évvel később Suva-ban alakították meg a Gazdasági Együttműködési Irodát, 1981-ben pedig regionális gazdasági és kereskedelmi szerződést kötöttek a tagállamok. A szervezet atomfegyvermentes övezetté nyilvánította a dél-csendes-óceáni térséget. A 2000-ben Kiribatiban tartott csúcsértekezletükön vették fel a Csendes-óceáni Fórum (angolul: Pacific Islands Forum (PIF)) nevet.

## Tagállamok
| Tagállamok                         | Tagállamok             | Tagállamok              | Tagállamok                   |
| ---------------------------------- | ---------------------- | ----------------------- | ---------------------------- |
| Ausztrália (AU)                    | Cook-szigetek (CK)     | Fidzsi-szigetek (FJ)    | Francia Polinézia (PF)       |
| Kiribati (KI)                      | Marshall-szigetek (MH) | Mikronézia (FM)         | Nauru (NR)                   |
| Niue (NU)                          | Palau (PW)             | Pápua Új-Guinea (PG)    | Salamon-szigetek (SB)        |
| Szamoa (WS)                        | Tonga (TO)             | Tuvalu (TV)             | Új-Kaledónia (NC)            |
| Új-Zéland (NZ)                     | Vanuatu (VU)           |                         |                              |
| Közreműködő államok                | Közreműködő államok    | Megfigyelők             | Megfigyelők                  |
| Tokelau-szigetek (TK)              |                        |                         |                              |
|                                    |                        | Wallis és Futuna (WF)   | Guam (GU)                    |
|                                    |                        | Amerikai Szamoa (AS)    | Északi-Mariana-szigetek (MP) |
|                                    |                        | Kelet-Timor (TL)        |                              |
|                                    |                        | ENSZ                    | Nemzetközösség               |
|                                    |                        | Ázsiai Fejlesztési Bank | Világbank                    |
| For abbreviations, see ISO 3166-1. |                        |                         |                              |

| A szervezettel fő kapcsolattartó országok és szervezet | A szervezettel fő kapcsolattartó országok és szervezet | A szervezettel fő kapcsolattartó országok és szervezet | A szervezettel fő kapcsolattartó országok és szervezet |
| ------------------------------------------------------ | ------------------------------------------------------ | ------------------------------------------------------ | ------------------------------------------------------ |
| Kanada                                                 | Kína (CN)                                              | Európai Unió                                           | Franciaország                                          |
| Fülöp-szigetek (PH)                                    | India                                                  | Indonézia (ID)                                         | Japán                                                  |
| Dél-Korea                                              | Malajzia (MY)                                          | Olaszország                                            | Thaiföld                                               |
| Egyesült Királyság                                     | Amerikai Egyesült Államok (US)                         | Kuba                                                   | Spanyolország                                          |
| Tajvan (TV)                                            | Törökország                                            |                                                        |                                                        |